# Vicki Williams
Vicki Williams é uma lutadora profissional aposentada. Ela conquistou o NWA Women's World Tag Team Championship duas vezes com Joyce Grable.

## Carreira profissional de wrestling
Durante uma luta em junho de 1971, o lutador anão Darlin Dagmar se juntou a Williams para derrotar o lutador anão Diamond Lil e Ann Casey. No ano seguinte, Williams era uma candidata ao NWA World Women's Championship da The Fabulous Moolah, enfrentando-a pelo título em Baltimore em maio de 1972. Em agosto, Moolah mais uma vez derrotou Williams - com o título em jogo - no primeiro evento Superbowl of Wrestling.
A equipe de Williams e Joyce Grable venceu o NWA Women's World Tag Team Championship de Donna Christanello e Toni Rose em 15 de outubro de 1973 na cidade de Nova York.  Não foi até outubro de 1975 que Rose e Christanello recuperaram o título de Grable e Williams.
Como parte do elenco das promoções Jim Crockett, Williams mais uma vez enfrentou The Fabulous Moolah pelo Campeonato Mundial Feminino, perdendo para Moolah em 30 de julho de 1976 no Richmond Coliseum para um público de 11.000 pessoas. No mesmo ano, ela foi a terceira vice-campeã do prêmio Girl Wrestler do Ano da Pro Wrestling Illustrated, perdendo para Sue Green. Em agosto de 1979, a equipe de Grable e Williams derrotou as Glamour Girls (Leilani Kai e Judy Martin) para começar seu segundo reinado como NWA Women's Tag Champions.
Williams também competiu na Universal Wrestling Association do México, onde foi a primeira campeã mundial feminina da UWA. Ela derrotou Irma González em 6 de dezembro de 1979 para ganhar o título pela primeira vez, mas o perdeu duas semanas depois para Estela Melina.  Ela conquistou o título mais duas vezes em 1980, perdendo-o pela última vez para Chabela Romero.

## Campeonatos e conquistas
- Empresa Mexicana de Lucha Libre
  - Campeonato Nacional Feminino do México ( 2 vezes ) [9]
- National Wrestling Alliance
  - Campeonato Mundial de Duplas Femininas da NWA ( 1 vez ) – com Joyce Grable
- Universal Wrestling Association
  - Campeonato Mundial Feminino da UWA ( 3 vezes ) [10]